# Julieta Rada
Julieta Rada (Buenos Aires, 25 de mayo de 1990) es una cantante y compositora argentino-uruguaya. Su principal género musical es el candombe aunque se caracteriza por fusionarlo con otros géneros, como el Jazz, el folk, el Soul y el Rock. Es hija de Ruben Rada.

## Biografía

### Primeros años
Nació en Buenos Aires el 25 de mayo de 1990, como hija del músico uruguayo Ruben Rada Silva y la psicóloga argentina Patricia Jodara Laizerowitch. Su madre es de ascendencia judía. Sus primeros años transcurrieron en México, pero a los cinco años se estableció en Montevideo, donde asistió al Colegio Latinoamericano en el barrio de Punta Carretas.

### Carrera
Siendo muy pequeña comenzó a cantar acompañada por su padre y hermanos y a los dieciséis años comenzó a hacer apariciones públicas, en bares, cafés y programas de televisión. Estudió en Uruguay, Argentina y Estados Unidos. Alternó durante años las clases de música en la capital argentina con shows en Montevideo.
Inició su vida artística como cantante a los 16 años junto al grupo de Urbano Moraes. Desde entonces ha recorrido diversos escenarios y ha cantado como invitada de figuras tales como Fito Páez, Hugo Fattoruso, Martín Buscaglia o Joss Stone.
En 2012 lanzó su primer disco Afrozen (Bizarro records), que contó con la producción artística de Nicolás Ibarburu y Nico Cota. Ese año emprendió una gira por su país, Argentina y España.
En 2015 presentó su segundo álbum Corazón diamante, con el que emprendió una nueva gira nacional e internacional. Al igual que su disco anterior, Corazón diamante es una mezcla de candombe, funk, rock, pop y soul.
En 2015 Julieta Rada fue nominada a los Premios Grammy Latinos, en la categoría nuevo artista y a los Premios Graffiti en la categoría Mejor álbum de pop y en la categoría Mejor Solista Femenina, que finalmente ganó. En 2016, ganó el Premio Gardel en la categoría mejor álbum nuevo artista pop por su trabajo discográfico Corazón Diamante.
En julio de 2016, Julieta Rada participó de la campaña «Adoptar no es una Moda» de la organización uruguaya Animales Sin Hogar. En 2019 lanzó su tercer álbum, titulado Bosque. El mismo le valió el Premio Gardel en la categoría mejor álbum de artista pop, y una nominación al Premio Graffiti al mejor álbum pop. Entre marzo y mayo de 2023 integró el jurado de la primera temporada de La Voz Kids Uruguay, junto a su padre, Valeria Lynch, Agustín Casanova y Álex Ubago. El 2 de junio de ese año formó parte del show La Voz Kids Live realizado en el Antel Arena, y en el que participaron otros miembros del jurado y participantes del programa.

## Discografía
- 2012, Afrozen
- 2015, Corazón diamante
- 2019, Bosque
- 2025, Candombe

## Sencillos
- 2012 «Encendida»
- 2013 «El ritmo no va a parar»
- 2015 «Fuera de foco»
- 2015 «Densa»
- 2015 «Corazón diamante»
- 2016 «Dombe»
- 2019 «Sencillo»
- 2019 «Por Cel» con Ciro y los Persas
- 2019 «Stevie»

## Premios
- 2015, Nominación a los Premios Grammy Latinos por mejor artista nuevo
- 2016, Premios Gardel por mejor álbum nuevo artista pop
- 2016, Premios Graffiti por mejor solista femenina.[16]